# Dave the Diver
Dave the Diver é um jogo desenvolvido e publicado pela Mintrocket em 2023. O jogo une elementos de ação e aventura e gerenciamento; os jogadores exploram as profundezas do oceano em busca de ingredientes enquanto gerenciam um restaurante de sushi. Foi lançado em junho de 2023 para macOS e Windows após o lançamento do acesso antecipado em outubro de 2022. Sua versão para Nintendo Switch foi lançada em outubro de 2023 e em abril de 2024, para PlayStation 4 e PlayStation 5.

## Jogabilidade
Os jogadores controlam um personagem chamado Dave, um homem gordo que trabalha como mergulhador de águas profundas, em um certo dia é convencido a administrar um restaurante de sushi e fornecer os peixes de que precisam. Ele pesca em um local chamado Poço Azul, cuja geografia e fauna mudam diariamente. Os jogadores podem coletar recursos para atualizar ou criar novos itens para Dave usar, como equipamentos de mergulho e armas para usar em lutas de chefes contra criaturas subaquáticas gigantes. O suprimento de ar de Dave diminui mais rapidamente à medida que ele fica sobrecarregado e fica mais suscetível a predadores, como tubarões. Ser derrotado em combate faz com que Dave largue toda a sua carga, exceto um item, ao ser resgatado.
Dave também é solicitado por outras pessoas para realizar vários favores envolvendo exploração, pesquisa ou localização de itens raros. À medida que os jogadores recuperam itens perdidos no mar, eles podem usar os contatos de Dave em seu celular para encontrar compradores. Dave pode mergulhar duas vezes por dia, durante a manhã e a tarde. À noite, ele gerencia o restaurante de sushi. Os jogadores podem desbloquear novas receitas para cozinhar, atrair clientes influentes, renovar o restaurante e adicionar novas decorações, contratar novos funcionários e muito mais. Um aplicativo no jogo chamado "Cooksta" acompanha a popularidade e a classificação do restaurante e pode desbloquear outras atualizações. O estilo gráfico usa pixel art.

## Desenvolvimento
Dave the Diver é o primeiro jogo do desenvolvedor independente Mintrocket, uma subsidiária da Nexon. O conceito inicial veio de um pub da vida real na Ilha de Jeju. O proprietário é um mergulhador que pesca durante o dia e dirige o pub durante a noite. Os elementos mais fantásticos foram inspirados no mangá Blue Hole. Mintrocket achou difícil equilibrar as várias mecânicas do jogo para que nenhum elemento de jogabilidade específico se tornasse repetitivo. Eles disseram que resolveram isso por tentativa e erro durante o acesso antecipado. Ele entrou no acesso antecipado em outubro de 2022 e o Mintrocket o lançou para Windows e macOS em 28 de junho de 2023. Uma atualização em agosto melhorou o suporte de acessibilidade, permitindo que as pessoas ignorem eventos rápidos, entre outras melhorias na qualidade de vida.

## Recepção
Dave the Diver recebeu "aclamação universal" no Metacritic, um agregador de críticas. Elogiando a complexidade do jogo, mas chamando-o de "totalmente relaxante", o site PC Gamer disse que "Dave The Diver" já estava em sua lista de jogos do ano em junho de 2023. IGN rotulou-o como uma escolha dos editores e disse que é "saudável, maravilhosamente complexo e deliciosamente difícil de largar". A Polygon disse que sua miríade de minijogos se reúne inesperadamente bem, ancorados por cenas bem feitas. As cenas foram ainda mais elogiadas pelos jogadores por seu estilo e humor. VideoGamer.com disse que "sempre há algo para fazer" sem nunca parecer um trabalho árduo, que eles chamaram de "refrescantemente diferente" dos jogos como modelo de serviço. GamesRadar+ chamou de "uma história de sucesso de grande sucesso". Dois dias após seu lançamento, foi o quinto produto mais vendido no Steam em todo o mundo, e em dez dias vendeu mais de um milhão de cópias.